# Усть-Егіта
Усть-Егіта (рос. Усть-Эгита) — улус Єравнинського району, Бурятії Росії. Входить до складу Сільського поселення Усть-Егітське.
Населення — 1058 осіб (2015 рік).